# بحث بيتال
بحث بيتال (بالإنجليزية: Petal Search)‏ (المعروف أيضا باسم بيتال) هو محرك بحث تملكه وتديره شركة هواوي.

## تاريخ
تأثرت شركة التكنولوجيا متعددة الجنسيات هواوي في عام 2019 بالعقوبات المفروضة خلال حظر التجارة الدولي المستمر. تم منع الهواتف الذكية الجديدة والقادمة التي تعمل بنظام أندرويد من هواوي من الوصول إلى خدمات جوجل للجوال. بسبب هذه القيود، قررت هواوي توسيع نطاق خدمة بحث بيتال لإنشاء محرك بحث مستقل.

## التوافر
ينشط بيتال في أسواق مختلفة حول العالم، ويركز عملياته حاليا في البلدان الأوروبية. بشكل رئيسي في إسبانيا وتركيا. اعتبارا من تشرين الثاني (نوفمبر) 2021، يدعم بيتال 55 لغة ويتوفر في 170 بلدا ومنطقة حول العالم. يتوفر تطبيق بحث بيتال حاليا للتنزيل في متجر تطبيقات هواوي ومتجر آب ستور.